# オナ・ジー
オナ・ジー（Ona Zee、1954年3月3日）は、アメリカ合衆国出身のポルノ女優およびアダルトモデル。AVN殿堂。

## 人物
ロサンゼルスで生まれ育った。3歳の時に両親が離婚し母親のもとへ。母親の再婚相手が自動車業界で成功を収めた実業家であったため裕福に育った。高校では平凡な学生であったという。
36歳というかなりの高年齢で1987年にポルノ映画デビュー。翌1988年から人気が出始め、この年に主演した『ポートレート・オブ・アン・アフェア』でアダルト・ビデオ・ニュースの最優秀主演女優賞を獲得。それからというもの300本に及ぶポルノ映画に出演してきた。デビューが遅かった事もあり、自分よりかなり（時には20歳以上）若い男優と絡む事が多かった。
出演映画のうちの幾つかでは監督、脚本家、プロデューサーも兼任。1990年代にポルノスターの組合を作ったものの、最終的には政治力や法的支援の欠如が原因となって崩壊。ポルノ界での経歴の後半に親友のニナ・ハートレーとともにオプラ・ウィンフリー・ショーに出演。観衆からのアダルト産業における女性の地位、行動選択の自由、言論の自由、産業における女性虐待に関する難詰に耐え、率直に答えたことでともに評判を高めた。
夫であったフランク・ジーとともに自身の製作会社、オナ・ジー・ピクチャーズを設立。 フランク・ジーとは再婚で10年以上婚姻関係が続いたが、1999年に破局。その離婚後も会社は続けたが、結局2003年には女優業からも監督業からも引退している。

## 受賞
- 1989年 AVN 最優秀主演女優賞（映画） – 『Portrait of an Affair』[4]
- 1992年 AVN 最優秀主演女優賞（ビデオ） – 『Starlet』[4]
- 1993年 AVN 最優秀助演女優賞（映画） – 『Secret Garden 1 and 2』[4]
- 2000年 Hot d'Or Hot d'Or d'Honneur[7]
- AVN殿堂顕彰